# Huis van de Nederlandse Provincies
Het Huis van de Nederlandse Provincies (HNP) in Brussel is in 2000 opgericht door de twaalf Nederlandse provincies en het Interprovinciaal Overleg (IPO). Het HNP vervult als vooruitgeschoven post een signalerende functie en is een platform voor de gezamenlijke belangenbehartiging van de provincies en het IPO in contact met verscheidene instellingen van de Europese Unie (EU) in Brussel.
De provincies hebben zich in het HNP georganiseerd in vier landsdelige bureaus: Samenwerkingsverband Noord-Nederland (SNN), Oost-Nederland, Regio Randstad en Zuid-Nederland.
Het Huis van de Nederlandse Provincies wordt bestuurd door dertien provinciale bestuurders: één bestuurder per provincie en de HNP-voorzitter namens het IPO. De voorzitter is sinds 2020 Arthur van Dijk, commissaris van de Koning in de provincie Noord-Holland, als opvolger van Wim van de Donk, voormalig commissaris van de Koning in Noord-Brabant.